# Isla Grande (Kolumbien)
Isla Grande ist die größte Insel in der kolumbianischen Inselgruppe "Islas del Rosario". Administrativ gehört die Insel zur Gemeinde Cartagena. 
Auf der Insel leben rund 750 Menschen; die meisten im einzigen Ort der Insel Pueblo wohnen. Neben der Ortschaft befinden sich etwa 10 Hotelanlagen auf Isla Grande. 
Es gibt verschiedene Lagunen, die mit Mangroven bewachsen sind. Auf der Insel leben Echsen und Papageien.